# Sarah Hirini
Pour les articles homonymes, voir Goss.

a Compétitions nationales et continentales officielles uniquement.

b Matchs officiels uniquement.
Sarah Hirini (anciennement Sarah Goss), née le 9 décembre 1992 à Feilding (Nouvelle-Zélande), est une joueuse internationale néo-zélandaise de rugby à sept et internationale de rugby à XV.
Avec la sélection néo-zélandaise de rugby à sept, elle remporte deux éditions de la Coupe du monde de rugby à sept en 2013 et 2018. Elle remporte la médaille d'argent du tournoi féminin des Jeux olympiques d'été de 2016 à Rio de Janeiro. Elle remporte également quatre éditions des World Rugby Women's Sevens Series.
Deux autres titres figurent à son palmarès avec la Coupe du monde de rugby à XV en 2017 et 2022 avec les Blacks Ferns.

## Biographie

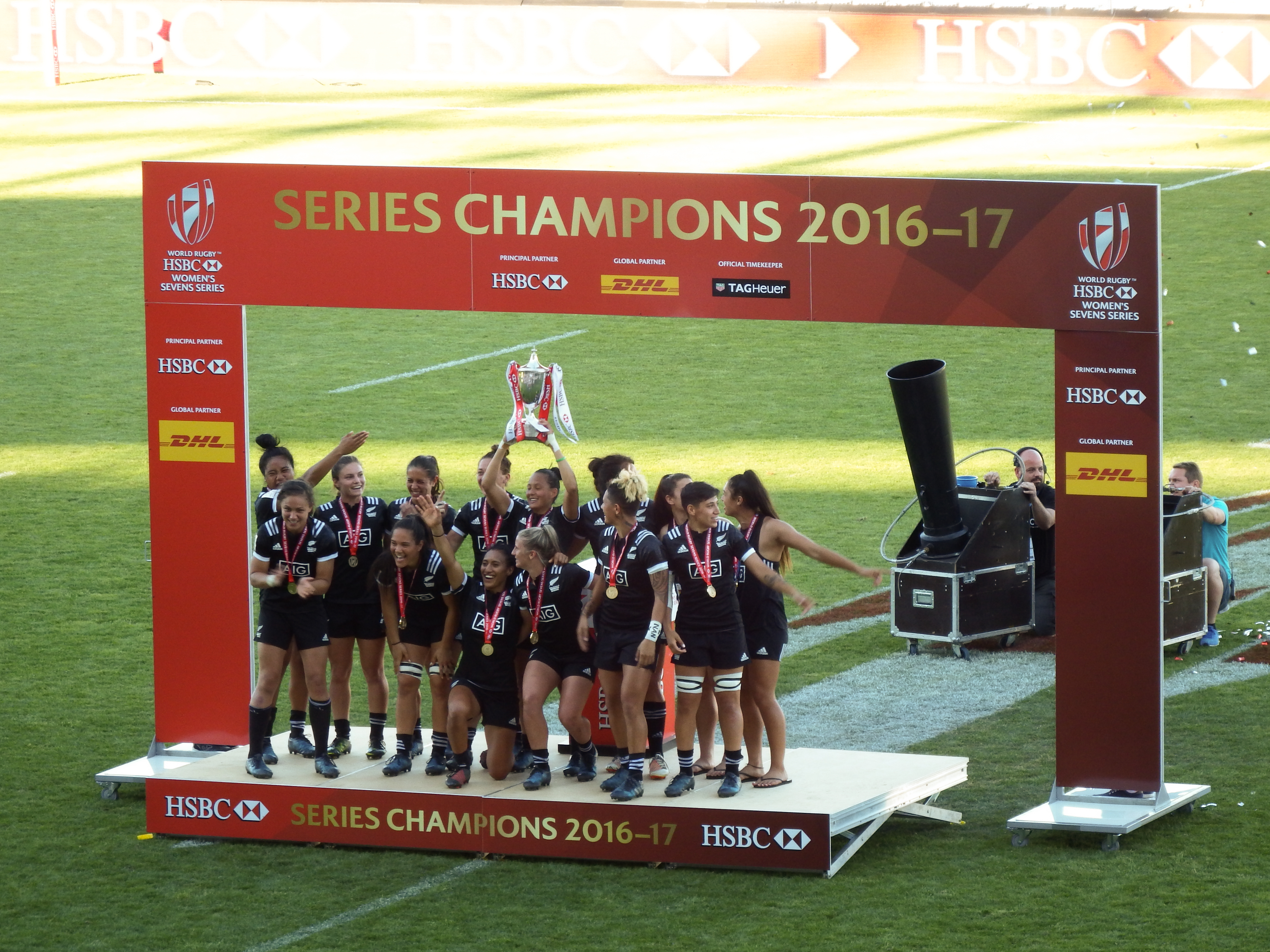
Victoire lors des World Rugby Women's Sevens Series.

Sarah Goss participe à la première édition des World Rugby Women's Sevens Series dont le premier tournoi est disputé à Sarah Goss en fin d'année 2012. La sélection de Nouvelle-Zélande, les Blacks Ferns Sevens, remporte ce premier tournoi, puis deux des trois autres étapes, pour remporter le classement de la saison 2012-2013. Lors de cette année, elle est retenue par le sélectionneur Sean Horan dans le groupe pour participer à la coupe du monde de rugby à sept disputée à Moscou. Les Blacks Ferns Sevens remportent leur trois matchs du premier tour, puis éliminent les Anglaises et les Américaines pour affronter les Canadiennes en finale. Les Néo-Zélandaises remportent leur première coupe du monde en s'imposant sur le score de 29 à 12.
La saison suivante, elle remporte avec les Blacks Ferns trois des cinq étapes des World Rugby Women's Sevens Series pour remporter un deuxième titre, devant l'Australie qui remporte les deux autres tournois de la saison. Elle figure parmi les quatre joueuses nommées pour le titre de meilleure joueuse, avec sa coéquipière Kayla McAlister, les Australiennes Emilee Cherry et Charlotte Caslick.
Les Néo-Zélandaises remportent de nouveau les World Rugby Women's Sevens Series en 2014-2015, avec des victoires lors des quatre premières étapes, sur six disputées. La saison suivante est dominée par les Australiennes. Ces dernières remportent trois des cinq étapes et le classement de la saison, la Nouvelle-Zélande terminant deuxième mais ne remportant aucune étape. La compétition majeure de l'année est le tournoi olympique des Jeux olympiques à Rio de Janeiro, première édition où le rugby à sept figure au programme des Jeux. La finale est remportée par les Australiennes qui s'imposent sur le score de 24 à 17.
Les Néo-Zélandaises remportent à Dubai le premier tournoi World Rugby Women's Sevens Series de la saison 2016-2017, première victoire depuis l'étape canadienne de Langford en avril 2015. Sarah Goss dispute ensuite son 22e tournoi consécutif, la seule joueuse à avoir disputé l'ensemble des tournois des World Rugby Women's Sevens Series depuis la création de l'épreuve. Retenue dans le groupe de 28 joueuses pour participer à la coupe du monde de rugby à XV disputée en Irlande, elle ne participe pas, comme Kelly Brazier et Portia Woodman, aux deux dernières étapes des World Rugby Women's Sevens Series disputées au Canada et en France. Lors de celle-ci, elle participe à l'ensemble des rencontres, toutes remportée par les lacks Ferns. Lors de la finale face aux Anglaises, Sarah Goss concède un carton jaune en première mi-temps, atteinte sur le score de 17 à 7 en faveur des Anglaises, les Néo-Zélandaises s'imposant finalement 41 à 32.
En décembre de la même année, elle est la première femme à être nommée pour le Kelvin Tremain Memorial Trophy, trophée nommé en mémoire Kelvin Tremain et qui récompense le meilleur de rugby néo-zélandais de l'année.
La sélection de rugby à sept aligne toutes ses stars, Sarah Goss, joueuse néo-zélandaise de l'année 2017, Portia Woodman, IRB Women's Player of the Year et Michaela Blyde pour le tournoi des Jeux du Commonwealth 2018 disputé à Gold Coast en Australie. Devancée par les Australiennes lors des World Rugby Women's Sevens Series, la sélection néo-zélandaise remporte la coupe du monde 2018 en battant en finale l'équipe de France sur le score de 27 à 0.
Comme ses coéquipières Portia Woodman et Kelly Brazier, elle préfère renoncer aux tests de rugby à XV contre l'Australie afin de se focaliser sur les objectifs futurs de l'équipe de rugby à sept.
Le 22 juin 2021, elle est nommée porte-drapeau de la délégation néo-zélandaise aux Jeux olympiques d'été de 2020 par le Comité olympique de Nouvelle-Zélande, conjointement avec le rameur Hamish Bond.
En septembre 2022 elle est sélectionnée pour disputer la Coupe du monde de rugby à XV en Nouvelle-Zélande sous les couleurs de son pays.